# Ленкобуди
Ленкобуди (пол. Łękobudy) — село в Польщі, у гміні Ясьонувка Монецького повіту Підляського воєводства.
Населення — 16 осіб (2011).
У 1975-1998 роках село належало до Білостоцького воєводства.

## Демографія
Демографічна структура станом на 31 березня 2011 року:
|          | Загалом | Допрацездатний вік | Працездатний вік | Постпрацездатний вік |
| -------- | ------- | ------------------ | ---------------- | -------------------- |
| Чоловіки | 10      | 2                  | 6                | 2                    |
| Жінки    | 6       | 1                  | 3                | 2                    |
| Разом    | 16      | 3                  | 9                | 4                    |